# Rádio Excelsior
Rádio Excelsior foi uma emissora de rádio brasileira de São Paulo. Fundada em 1934, operou em AM 780 kHz. Em 1991 , a Excelsior foi extinta , sendo substituída pela atual CBN São Paulo.

## História
A PRG-9 Rádio Excelsior foi fundada em novembro de 1934 por Paulo Machado de Carvalho. Neste mesmo ano também foram inauguradas as rádios São Paulo, Cultura, Cosmos e Difusora.
Sediada no mesmo prédio da então Organização Record, na Praça da República, a Excelsior, cujo slogan era "A voz querida da cidade", era direcionada inicialmente ao gosto da elite paulistana, com programação de música erudita e programas culturais, missas e até mesmo um especialmente dedicado ao turfe.
Devido a popularidade das transmissões das missas da Igreja Nossa Senhora do Carmo, a programação da emissora mudou sensivelmente em maio de 1936. Após um acordo entre a Arquidiocese de São Paulo e Paulo Machado de Carvalho, a Excelsior virou a "Voz de Anchieta", propagandeada como "a primeira estação católica do mundo".Desse período, teve entre seus locutores o cônego Manoel Correa de Macedo, o advogado e radialista Tito Lívio Fleury Martins e o comunicador Renato Ribeiro Macedo. Em 1938, a Excelsior deixava a sede da Record.
Em 1953, o empresário Victor Costa, radicado no Rio de Janeiro e dono das Organizações Victor Costa, mudou-se para São Paulo. Com acesso às esferas do poder federal, principalmente sob o governo de Getúlio Vargas, Costa adquiriu a Excelsior após negociação com Paulo Machado de Carvalho, e a rádio passou a ser co-irmã da Rádio Nacional (extinta Rádio Globo São Paulo).
Em 1966, as Organizações Globo, do empresário carioca Roberto Marinho, compraram todas as empresas de comunicação das Organizações Victor Costa, incluindo a Rádio Excelsior. Como reflexo dessa mudança, em 1968 a emissora teve sua programação reformulada. Precedendo as futuras rádios FMs, a Excelsior criou uma programação totalmente direcionada para o público jovem e focada em sucessos da música pop da época. Competindo diretamente com a Rádio Difusora, a Excelsior era supervisionada pelo radialista Antonio Celso, autor do slogan "Viaje com a Excelsior, a Máquina do Som". Entre programas emblemáticos dessa fase, durante a década de 1970, estavam o Pediu, Tocou, Ganhou e o Peça Bis Para o Sucesso, que contavam com a participação de ouvintes via carta ou telefone. O repertório baseado em sucessos do momento, nacionais e, majoritariamente, internacionais seria mantido até a metade de 1980, momento no qual Antônio Celso se desligou da emissora. Boa parte do repertório desta época pode ser conferido na série de LPs "Viaje com a Excelsior - A máquina do som" (editados entre 1974 e 1980 pela Som Livre). A Excelsior AM tocava a música em sua programação, tornava-a sucesso e depois algumas eram inseridas em telenovelas da Rede Globo e a Som Livre reunia os sucessos em coletâneas com o nome da emissora.
Em meados de 1975, a emissora transferiu sua frequência dos 670 kHz para os 780 kHz.
Em 1979, as Organizações Globo criaram a Excelsior FM, que herdaria a programação musical jovem da velha Excelsior AM. Esta, por sua vez, a fim de concorrer com a Jovem Pan e a Bandeirantes, voltou-se ao esporte, ao jornalismo e ao entretenimento a partir de 1980. Entre programas marcantes dessa fase, estava o Balancê, programa de variedades apresentado por Osmar Santos e que teve Fausto Silva como repórter. Funcionou também como segundo canal da Rádio Globo a exemplo da Rádio Eldorado do Rio de Janeiro na transmissão de jogos secundários de futebol (e as vezes o jogo-comando em dobradinha), as corridas de Fórmula 1 e outros esportes. Na mesma época, teve como entre seus destaques o noticiário Ouça, que ia ao ar entre 7h e 9h, e o programa jornalistico de Ferreira Neto, que ia ao ar nos finais da tarde. 
Outro destaque desta época foi o Jornal da Excelsior, que era apresentado das 6h às 9h por Heródoto Barbeiro e com a participação de toda a equipe de jornalismo da emissora. Seu slogan era "A informação de São Paulo". Entre os locutores, comentaristas e jornalistas que trabalharam na época, estão Joelmir Beting, Celso Ming, José Nello Marques, Miguel Dias, Lilian Witte Fibe, Rui Martins, Juca Amaral, Nelo Rodolfo, Luiz Lopes Correa, Marcos Niemeyer, Haisem Abaki, Rinaldo de Oliveira, Celso Antônio de Freitas, Cléo Medeiros, Roberto Silva, Braga Júnior, Edison Scatamachia, Amorim Filho, Isidro Barioni, Helena Amatte, Zelda Mello, Rubens Palli, Marcelino Domênico, Samuel Lopes, Bueno Ferraz, Mauro Machado, Milton Rosth, Eduardo Machado, Eduardo Fortunato, Milton Parron, entre outros nomes.